# Cisek (gromada)
Cisek – dawna gromada, czyli najmniejsza jednostka podziału terytorialnego Polskiej Rzeczypospolitej Ludowej w latach 1954–1972.
Gromady, z gromadzkimi radami narodowymi (GRN) jako organami władzy najniższego stopnia na wsi, funkcjonowały od reformy reorganizującej administrację wiejską przeprowadzonej jesienią 1954 do momentu ich zniesienia z dniem 1 stycznia 1973, tym samym wypierając organizację gminną w latach 1954–1972.
Gromadę Cisek z siedzibą GRN w Cisku utworzono – jako jedną z 8759 gromad na obszarze Polski – w powiecie kozielskim w woj. opolskim, na mocy uchwały nr VII/22/54 WRN w Opolu z dnia 4 października 1954. W skład jednostki weszły obszary dotychczasowych gromad Cisek i Roszowicki Las ze zniesionej gminy Cisek oraz osada Przerwa z dotychczasowej gromady Bierawa ze zniesionej gminy Bierawa w tymże powiecie. Dla gromady ustalono 20 członków gromadzkiej rady narodowej.
31 grudnia 1959 do gromady Cisek włączono obszar zniesionej gromady Landzmierz w tymże powiecie.
1 stycznia 1969 do gromady Cisek włączono wsie Sukowice i Steblów ze zniesionej gromady Zakrzów w tymże powiecie.
Gromada przetrwała do końca 1972 roku, czyli do kolejnej reformy gminnej. 1 stycznia 1973 w powiecie kozielskim utworzono gminę Cisek (od 1999 gmina znajduje się w powiecie kędzierzyńsko-kozielskim).